# Абадија (Анкона)
Абадија (итал. Abbadia) насеље је у Италији у округу Анкона, региону Марке.
Према процени из 2011. у насељу је живело 605 становника. Насеље се налази на надморској висини од 118 м.